# جهة طنجة تطوان الحسيمة
جهة طنجة تطوان الحسيمة هي إحدى الجهات الإدارية في التقسيم الجهوي الجديد للمملكة المغربية منذ 2015.
تتمتع بموقع جغرافي إستراتيجي يكمن في مضيق جبل طارق وكذلك تقع على بعد حوالي خمسة عشر كيلومترا من إسبانيا، بالإضافة إلى شريط ساحلي غني بالثروات البحرية ومناطق إنتاج محاصيل زيت الزيتون وغيرها، وبها ميناء للمسافرين والبضائع يصنف الأول في المغرب وإفريقيا على حد سواء، تتوفر الجهة على بنية تحتية جعلتها القطب الثاني الاقتصادي في المغرب بعد جهة الدار البيضاء سطات٬
تعتبر مدينة طنجة عاصمة لها، مساحتها تقدر ب 17262 كم2، أي 2.43% من المساحة العامة للمملكة. يحدها البحر الأبيض المتوسط من الشمال، والمحيط الأطلسي من الغرب، وجهة الشرق من الشرق، بالإضافة إلى جهة الرباط سلا القنيطرة وجهة فاس مكناس من الجنوب.

## التسمية
جاءت تسمية الجهة بعد التعديل الذي شمل الظهير الشريف المؤسس للجهات والذي أبقى على الحدود الجغرافية لجهة طنجة تطوان كاملة مع إلغاء ولاية تطوان، وألحقت إلى الجهة إقليم الحسيمة مع إلغاء جهة تازة الحسيمة تاونات، فالجهة تشمل على ثلاث أسماء تمثل المدن الكبرى للجهة وهي مدينة طنجة وتطوان والحسيمة.

## السكان
بلغ عدد سكان هذه الجهة حوالي ثلاثة ملايين نسمة حسب الإحصاء المغربي الرسمي لعام 2014 بحيث شكل سكانها نسبة 8,26% من إجمالي سكان المغرب. وحوالي ثمانية آلاف أجنبي شرعي، بالإضافة إلى الخليط القبائلي واللغوي لسكان الجهة، من قبائل جبالة وقبائل ريفية وصنهاجية المتفرقة، حيث أن هذه القبائل والأصول المتفرعة منها تجعل من الجهة خليط متجانس وخصوصا عاصمة الجهة مدينة طنجة التي تشهد هذا التعايش بين أفراد الجهة الواحد.
مع مؤهلاتها الثقافية والبيئية، تعتبر الجهة ثالث قوة اقتصادية في البلاد، مع مؤهلاتها الاقتصادية الاستراتيجية وموقعها المطل على أوروبا وتقاطعها مع مضيق جبل طارق.

### الصناعة والخدمات
شهدت الجهة وخصوصا طنجة ثورة في ميدان صناعة السيارات بفعل مصنع رونو نيسان بمنطقة ملوسة، وهو الأكبر في إفريقيا والمخصص للتصدير، بالإضافة للمشاريع الطاقية والصناعية ومصانع المنسوجات والأغذية.
وهذه الصناعات تتمركز أغلبها في المناطق الصناعية والحرة وهي:
- المناطق الحرة

1. المنطقة الحرة (TFZ): تهم الصناعة واللوجيستيك
2. المنطقة الحرة اللوجيستيكية طنجة المتوسطي
3. المنطقة الحرة الصناعية ملوسة 1
4. المنطقة الحرة الصناعية ملوسة 2

- المناطق الصناعية

1. المنطقة الصناعية كزناية
2. المنطقة الصناعية مغوغة
3. المنطقة الصناعية المجد
4. المنطقة الصناعية مرتيل
5. المنطقة الصناعية الحوستال
6. منطقة صناعية حجر النحل
7. المنطقة الصناعية عين الدالية الكبيرة
8. المنطقة الصناعية الشاوية
9. المنطقة الصناعية حد غربية

- إقليـم الحسيمة

1. منطـقة آيت قمرة الصناعيـة MEDZONE

### الزراعة والثروات البحرية
تعد الجهة من الجهات الأكثر إنتاجا لزيت الزيتون والصيد الساحلي الذي يهم سمك السردين وخصوصا في إقليم الحسيمة، وسمك التونة بمنطقة العرائش والقصر الصغير، بالإضافة إلى تربية المواشي وغيرها.

### البنية التحتية

#### مطارات
تحوز الجهة على 3 مطارات دولية:
- مطار طنجة ابن بطوطة الدولي.
- مطار تطوان سانية الرمل.
- مطار الحسيمة الشريف الإدريسي.

#### الموانئ
- ميناء طنجة المتوسط التجاري واللوجستيك 1 و 2.
- ميناء طنجة المتوسط للركاب.
- ميناء طنجة المدينة مارينا الافتتاح 2017.
- ميناء الحسيمة للركاب [المحطة البحرية للحسيمة].
- ميناء الحسيمة السياحي الافتتاح 2019.
- مارينا إيسلي الحسيمة الافتتاح 2019.
- موانئ صيد الأسماك وأحواض السفن في أصيلة، العرائش، الجبهة، المضيق وريستنغا سمير وكابيلا والقصر الصغير، والحسيمة.

## مدن الجهة
| الشعار | المدينة      | صورة | الإقليم/العمالة      | المساحة (كلم²) | عدد السكان (2014) | العمدة              | الموقع                          |
| ------ | ------------ | ---- | -------------------- | -------------- | ----------------- | ------------------- | ------------------------------- |
|        | طنجة         |      | عمالة طنجة أصيلة     | 164.71         | 1,065,601         | منير ليموري         | 35°46′N 5°48′W / 35.76°N 5.8°W  |
|        | تطوان        |      | إقليم تطوان          | 53.46          | 380,787           | محمد إدعمار         | 35°34′N 5°22′W / 35.56°N 5.36°W |
|        | القصر الكبير |      | إقليم العرائش        | 19.55          | 126,617           | محمد السيمو         | 34°59′N 5°54′W / 34.99°N 5.90°W |
|        | العرائش      |      | إقليم العرائش        | 73.05          | 125,008           | عبد الإله حسيسن     | 35°11′N 6°09′W / 35.18°N 6.15°W |
|        | الفنيدق      |      | عمالة المضيق الفنيدق | 31.52          | 77,436            | محمد قروق           | 35°51′N 5°21′W / 35.85°N 5.35°W |
|        | مارتيل       |      | عمالة المضيق الفنيدق | 31.98          | 64,355            | علي أمنيول          | 35°37′N 5°16′W / 35.61°N 5.26°W |
|        | وزان         |      | إقليم وزان           | 22.55          | 59,606            | عبد الحليم علاوي    | 34°48′N 5°34′W / 34.80°N 5.57°W |
|        | الحسيمة      |      | إقليم الحسيمة        | 15.47          | 56,716            | محمد بودرا          | 35°15′N 3°56′W / 35.25°N 3.93°W |
|        | المضيق       |      | عمالة المضيق الفنيدق | 57.39          | 56,227            | أحمد المرابط السوسي | 35°41′N 5°19′W / 35.68°N 5.32°W |
|        | شفشاون       |      | إقليم شفشاون         | 15.57          | 42,786            | محمد السفياني       | 35°10′N 5°16′W / 35.17°N 5.26°W |
|        | إمزورن       |      | إقليم الحسيمة        | 14.48          | 33,852            | فريد أولاد علوش     | 35°08′N 3°50′W / 35.13°N 3.84°W |
|        | أصيلة        |      | عمالة طنجة أصيلة     | 33.00          | 31,147            | محمد بن عيسى        | 35°28′N 6°02′W / 35.46°N 6.03°W |
|        | بلدية كزناية |      | عمالة طنجة أصيلة     | 68.44          | 23,601            | أحمد الإدريسي       | 35°43′N 5°53′W / 35.72°N 5.89°W |
|        | بني بوعياش   |      | إقليم الحسيمة        | 21.64          | 18,271            | سعيد أكروح          | 35°06′N 3°50′W / 35.10°N 3.83°W |
|        | تارجيست      |      | إقليم الحسيمة        | 5.44           | 13,390            | الخمليشي عصام       | 34°56′N 4°19′W / 34.94°N 4.32°W |
|        | واد لو       |      | إقليم تطوان          | 32.92          | 9,665             | محمد الملاحي        | 35°27′N 5°05′W / 35.45°N 5.08°W |
|        | أجدير        |      | إقليم الحسيمة        | 15.27          | 5,314             | عبد الإله الحتاش    | 35°12′N 3°55′W / 35.2°N 3.91°W  |

## التقسيم الإداري
تنقسم جهة طنجة تطوان الحسيمة إلى 6 أقاليم وعمالتين تتكون ممّا مجموعه 150 جماعة حضرية وقروية، مع 4 مقاطعات المكونة للجماعة الحضرية لمدينة طنجة.

عمالة طنجة أصيلة
إقليم الفحص أنجرة
إقليم تطوان
إقليم الحسيمة
عمالة المضيق الفنيدق
إقليم العرائش
إقليم شفشاون
إقليم وزان

## الثقافة
تعد الجهة غنية بالمواقع التاريخية وتنوع الثقافات بفعل الاستعمار ومرحلة الحماية.
- إقليم الحسيمة

1. ابراج قلعة طوريس - الحسيمة
2. جزيرة بادس - الحسيمة
3. مدينة المزمة الأثرية
4. قصبة سنادة- الحسيمة
5. مركز قيادة محمد بن عبد الكريم الخطابي بأجدير

## المواقع الأثرية

### موقع ليكسوس
تقع مدينة ليكسوس الأثرية على بعد ثلاث كيلومترات ونصف شمال شرق مدينة العرائش، على الضفة اليمنى لوادي اللوكوس، فوق هضبة مطلة على الساحل الأطلسي على علو 80 مترا.
وتعتبر المصادر التاريخية المدينة إحدى أقدم المنشآت الفنيقية بغرب البحر الأبيض المتوسط، إذ يذكر بلنيوس الشيخ، الذي توفي سنة 79م، بناء معبد أو مذبح هرقل المتواجد بجزيرة قريبة من مصب نهر اللوكوس، ويؤرخ له بالقرن الثاني عشر قبل الميلاد.
كما يوطن المؤرخون القدامى بلكسوس موقع قصر أنتيوس ومعركته ضد هرقل، وكذا حديقة الهسبيريسات ذات التفاح الذهبي التي كان يحرسها تنين رهيب - هو في نظر بلنيوس تمثيل رمزي لنهر اللوكوس - إلا أن هذه المعطيات النصية لا تستند إلى أي إثبات أركيولوجي، وتبقى أقدم البقايا الفنيقية بالموقع ترجع إلى القرنين الثامن والسابع قبل الميلاد، كما هو الشأن بالنسبة للمستوطنات الفنيقية على الضفة الشمالية لمضيق جبل طارق.
ابتداء من القرن الثالث ق. م عرفت المدينة تطورا معماريا تمثل في بناء حي سكني يحده من الناحية الغربية سور ذو طابع هلينستي يؤرخ بالقرن الثاني ق. م، وحياة دينية يبرزها المعبد المتواجد على قمة الأكروبول.
ومع بداية القرن الأول ق. م، شيدت بالمدينة معامل لتمليح السمك وصناعة الكاروم والتي تعتبر من أهم المنشآت الصناعية في غرب البحر الأبيض المتوسط وتدل على مكانة المدينة التجارية بالمنطقة.
أصبحت لكسوس مستعمرة رومانية خلال حكم الإمبراطور الروماني كلود (42-43 ب. م) ولقد عرفت خلال الفترة الرومانية عهدا جديدا تمثل في إنشاء عدة بنايات. إذ أصبح الاكروبول مركز الحياة الدينية وشيدت به عدة معابد ضخمة كما تم بناء حمام عمومي ومسرح - مدرج يعد فريدا من نوعه بالشمال الإفريقي.
وعلى إثر الأزمات التي عرفتها الإمبراطورية الرومانية مع نهاية القرن الثالث بعد الميلاد تم إنشاء سور حول الاكروبول والحي الصناعي ودخلت المدينة عهدا من الانحطاط.
خلال العهد الإسلامي، تفيد المصادر أن تشمس وهو الاسم الذي كانت تعرف به ليكسوس في هذه الفترة، قد عرفت انبعاثا جديدا حيث أصبحت عاصمة لإحدى الإمارات الادريسية. إلا أن الأبحاث الأركيولوجية التي أجريت بالموقع لم تكشف إلا عن مسجد صغير ومنزل بفناء بالإضافة إلى عدة قطع خزفية تؤرخ بالفترة الممتدة من القرن الثاني عشر إلى القرن الرابع عشر الميلاديين.

### كهف تحت الغار
يقع كهف تحت الغار جنوب شرق مدينة تطوان وقد تم اكتشافه منذ سنة 1955. الآستبارات التي تم القيام بها سنة 1984 وكذا الحفريات الأثرية الممتدة بين 1989 و 1994 أثبتت أن الموقع عرف الاستقرار خلال فترات ما قبل التاريخ وقبيل التاريخ، حيث عرف تعاقب مجموعة من الحضارات وهي كالتالي: مختلف حضارات العصر الحجري الحديث وخاصة ما يعرف بحضارة «الكارديال»، والحضارة الجرسية "Campaniforme " وحضارة عصر البرونز.
ويعد هذا أجمل كهف على الإطلاق

### موقع مزورة
يوجد الموقع بدائرة العرائش وهو يعد من أشهر المآثر بشمال غرب المغرب. الموقع عبارة عن ربوة دائرية الشكل تقريبا (قطب شمال جنوب 54م شرق غرب 58م) محاطة بدائرة مكونة من 167 مسلة نحتها الإنسان القديم بدقة متناهية على شكل أعمدة ضخمة، غير أن هذه الأعمدة أو المسلات قد اندثر مجملها بفعل الزمن وعوامل التعرية الطبيعية وكذلك البشرية. أهم ما يميز الموقع هو تواجد مسلتان يبلغ طول إحداها أكثر من أربعة أمتار وهو ما يعرف «بالوتد».
الأحجار العملاقة التي شيد بها سور الموقع وعظمتها تذكرنا بالمآثر «الميكاليتيكية» المتواجدة بجنوب إسبانيا والبرتغال. أما تاريخ بنائه فهو غير مضبوط، لكن يمكن القول أنه يرجع إلى فترة ما قبل التاريخ أو بالأحرى الفترة الممهدة للتاريخ، أما بناؤه سنة 1600 ق.م فيبقي مجرد فرضية.

### موقعتمودة
تقع تمودة وسط سهل خصب على الضفة اليمنى لوادي مارتيل، وعلى بعد 5 كلم جنوب غرب تطوان بجانب الطريق المؤدية إلى شفشاون.
يعد «التاريخ الطبيعي» لبلنيوس الشيخ الذي توفي سنة 79م أقدم نص ذكر المدينة. وقد تمكن علماء الآثار من توطينها بالموقع بعد أن عثروا بين أنقاضها على نقيشة لاتينية تحمل اسم تمودة. وتبرز البقايا الأثرية التي عثر عليها في هذا الموقع المستوى الحضاري الرفيع الذي بلغته هذه المدينة خلال القرنين الثاني والأول قبل الميلاد. ويبدو ذلك جليا من خلال تصميم المدينة ما قبل الرومانية ذات الطابع الهلينستي المنتظم وكذا من خلال الجودة التي طبعت بناياتها المتناسقة. فقد عرفت تمودة المورية تمدنا وازدهارا سريعين بحيث اتسعت شوارعها المتعامدة وتعددت المنازل المطلة عليها. ولقد ساهم موقعها الاستراتيجي في هذا النمو إذ مكن السكان من العمل على بناء وتطوير مدينتهم في مأمن من المخاطر الخارجية.
في النصف الأول من القرن الأول الميلادي، ونظرا للمزايا المتعددة لموقع تمودة، عمل الرومان على تشييد مدينة ثانية فوق أنقاض المدينة المهدمة. وكان أول ما قاموا ببنائه هو معسكر دائم للمراقبة، استمر في لعب دوره إلى غاية الربع الأول من القرن الخامس الميلادي.
لقد أثبتت الحفريات الأثرية لموقع تمودة وجود آثار مدينتين متعاقبتين، تتشكل الأولى من المدينة البونية المورية التي أسست حوالي 200 ق. م وهدمت خلال النصف الأول من القرن الأول قبل الميلاد، ليعاد بناؤها قبل أن تخرب مرة ثانية سنة 40 م على إثر أحداث ثورة أيدمون. أما تمودة الثانية فهي عبارة عن حصن روماني شيد وسط المدينة المهدمة، وهو معلمة مربعة الشكل، يصل ضلعها إلى 80 مترا، وتحيط بها أسوار ضخمة مبنية بالحجارة ومدعمة بعشرين برجا ومفتوحة بأربعة أبواب تحميها أبراج متينة. كما تم الكشف عن مذبح خاص بآلهة النصر الأغسطسية وعدد كبير من اللقى المتمثلة في تماثيل برونزية ونقود وأواني خزفية فاخرة.

### موقع كوطا
تقع كوطا على بعد 10 كلم جنوب مدينة طنجة، في منطقة محاذية لمغارات هرقل وأشقار. وتعود أقدم المستويات بالموقع إلى القرن الثالث ق. م كما تدل على ذلك اللقى الأثرية التي كشفت عنها الحفريات.
كوطا عبارة عن مجمع صناعي خاص بتمليح السمك، وهو يتكون من عدة أحواض يصل عمقها إلى مترين. وقد عرف هذا النشاط في عهد الملك يوبا الثاني وابنه بتوليمي، تطورا كبيرا أدى إلى ظهور صناعات أخرى كاستخراج مادة الملح. وحين يقل السمك تتحول أحواض التمليح إلى أحواض لاستخراج مادة التلوين الأرجوانية التي جسدت شهرة يوبا الثاني.
يتكون الموقع حاليا من مجموعة من البنايات ومن أهمها وأشهرها مصنع لتمليح السمك ومرافق أخرى من أبرزها الحمامات ومباني ذات أروقة ومعبد.

### موقع الأقواس
يتواجد موقع الأقواس الأثري على بعد سبع كيلومترات شمال مدينة أصيلا، على الساحل الأطلسي. تتكون البقايا الأثرية التي تم الكشف عنها من آثار تجمع سكني وأخرى لمصانع للخزف يعود للفترة البونية المورية (القرن السادس - القرن الأول ق.م). وقد كانت تصنع في أفرانه، بالإضافة إلى الأواني الخزفية، الأمفورات لتخزين ونقل المواد الغذائية وخاصة نقيع السمك المملح التي عثر على بعض منها في بلاد اليونان وخاصة بمدينتي أولامبيا وكورنتيا. كما كشفت التنقيبات عن بقايا أثرية تعود للفترة الرومانية، تتكون من قناة مائية يتجاوز طولها 400 مترا وأحواض تعتبر جزءا من مصنع لتمليح السمك يرجع تاريخ تشغيله إلى نهاية القرن الأول قبل الميلاد والقرن الثالث بعد الميلاد.

### موقع زليل بالدشر الجديد
يتواجد موقع زليل المعروف حاليا بالدشر الجديد بجماعة أحد الغربية، على بعد 13 كلم شمال شرق مدينة أصيلا. يعد هذا الموقع واحدا من بين المستعمرات الثلاثة التي أحدثها الإمبراطور الروماني أغسطس في المملكة المورية ما بين 33 و25 ق.م، وقد ورد اسمها في النصوص التاريخية تحت اسم يوليا كوسطنتيا زليل.
تعود أقدم البنايات الأثرية المكتشفة بالموقع إلى القرن الثاني ق. م على الأقل. وتتكون من مجموعة سكنية دمرت حوالي 100 ق. م. أقيمت على أنقاضها بنايات جديدة تؤرخ للفترة الممتدة بين 60 و40 ق. م تعرضت بدورها للهدم فيما بعد.
لقد عرفت زليل تطورا معماريا كبيرا ابتداء من القرن الأول الميلادي، حيث كشفت التنقيبات الأثرية عن بقايا منازل فوق الهضبة الشمالية، وعن حمامات وقناة مائية في الجنوب الشرقي، وسور يحيط بالمدينة ومسرح مدرج.
وخلال منتصف القرن الثالث الميلادي، تم إخلاء المدينة والجلاء عنها لأسباب لا زالت غامضة، غير أنها عرفت مجددا الاستقرار في القرن الرابع الميلادي وأبرز أثاره تتمثل في الحي الصناعي والتجاري وكنيسة ترجع للفترة المسيحية الأولى.
ولسوء الحظ مسؤولو المنطقة يهملون هذا الموقع الأثري المميز.. فأنا واحد من شباب المنطقة لا أرى أي تحركات للرقي بالموقع وجعله دو مستوى لجلب السياح.. أما فيما يخص الطريق التي توصل للموقع.. أي الطريق من مركز القرية إلى مدشر الجديد حيث يتواجد زيليل فهي غير معبدة ويصعب أحيانا التنقل إلى حيث الموقع. وعلى الراغبين بالقيام بجولة لاستكشاف أشياء أخرى سواء بالمنطقة عامة**أحد الغربية** أم بالموقع الأثري خاصة

### موقع القصر الصغير
يقع القصر الصغير بساحل البحر الأبيض المتوسط، على بعد 35 كلم من الطريق الرابطة بين طنجة وتطوان.
عرفت المناطق المجاورة للموقع استقرارا قديما يعود إلى الفترة الرومانية، إلا أن أهميته لم تظهر إلا خلال العهود الإسلامية، إذ يزخر الموقع ببقايا أثرية تتمثل في مسجد، وحمام، ومركز تجاري تعود إلى فترات تاريخية تمتد من القرن 12 الميلادي إلى غاية القرن 14 الميلادي، وهي تشهد على عظمة الدولة المرينية، وعلى دور القصر الصغير كقاعدة لجواز الجيوش المغربية في اتجاه الضفة الشمالية للمضيق ومركزا هاما للتبادل التجاري بين المغرب ومملكة غرناطة.
وفي يوم 23 أكتوبر 1558م استولى الجيش البرتغالي بقيادة ألفونس الخامس على القصر الصغير وسمح للمسلمين بمغادرة المدينة بممتلكاتهم. بينما استقرت حامية عسكرية بالمدينة تحت قيادة القائم دون إدوارد ذوننسيس. وهي تعتبر بذلك المدينة المغربية الثانية التي وقعت تحت الاحتلال البرتغالي بعد سبتة سنة 1415م وبعد المحاولة الفاشلة لاحتلال طنجة سنة 1437م. ولقد ظل البرتغال بالقصر الصغير زهاء 90 سنة ولم يتم إخلاؤها إلا سنة 1550م.
يرجع الفضل في الكشف عن خبايا هذا الموقع الأثرى إلى البعثة الأمريكية التي شرعت سنة 1972م في إجراء حفريات. وقد أسفرت هذه الأخيرة عن العثور على كنيسة مبنية على أنقاض مسجد ومنازل خاصة بنيت فوق أساسات إسلامية بالإضافة إلى مباني تجارية بأبواب متينة ونوافذ مزخرفة على الطراز المانويلي. وقد بينت هذه الحفريات كذلك عن اهتمام البرتغال بالساحات العمومية والشوارع المعبدة بالحجارة بالإضافة إلى مطاحن ومخازن وأفران ومعاصر. كما قاموا بسلسلة من التغييرات على شكل المدينة الإسلامية تمثلت في تدعيم الأسوار الدفاعية وفي إقامة الخنادق حول الحصن الذي بني في الجهة الشمالية الشرقية للمدينة مدعما بأبراج للدفاع والمراقبة، بالإضافة إلى إنجاز ممر مغطى يعرف بالكوراسا يمتد من الموقع إلى الشاطئ وتحويل الحمام الإسلامي إلى خزان للأسلحة ثم بعد ذلك إلى سجن

### موقع بليونش
تقع مدينة بليونش الأثرية على بعد 7 كلم غرب مدينة سبتة على السفوح الوعرة لجبل موسى. ويرتبط تاريخ هذه المدينة ارتباطا وثيقا بتاريخ سبتة الإسلامية حيث كانت تشكل، خلال القرن الثاني عشر الميلادي، منتزها لسكانها. ويسجل المؤرخون بإعجاب كبير غنى المدينة وناحيتها ووفرة مياهها وخيراتها إلى درجة أنها كانت تعتبر موردا وخزانا لسبتة مما دفع بالإسبان إلى محاولة استعمارها لكن المدينة تمكنت من الصمود والمحافظة على استقلالها.
يغلب على المدينة الطابع المدني، وتضم بقايا متعددة لمساكن وحمامات ومساجد تنتظم في شكل مجموعات عمرانية، وبنايات ذات طابع دفاعي كالأبراج المدعمة بشرفة ومرقب. وقد كشفت التنقيبات الأثرية التي همت الموقع ما بين سنة 1972م وسنة 1978م، عن بنية فريدة من نوعها في الغرب الإسلامي، ويتعلق الأمر بالمونيا المرينية وهي تجمعات سكنية مخصصة للنزهة والاستراحة كانت منتشرة بالأندلس خلال العصور الوسطى، وعن تقنيات متطورة في ميدان التهيئة الفلاحية والاستغلال المائي في الأراضي المجاورة وخاصة السفوح الشمالية الشرقية لجبل موسى.
وتعتبر آثار موقع بليونش من الشواهد القاطعة على مغربية مدينة سبتة السليبة، فالعلاقات التاريخية الوطيدة التي كانت تربط المدينتين لم تنقطع إلا بظهور الحماية الإسبانية، بل لا زال الإسبان يستغلون إلى الآن مياه موقع بليونش.